# Jan Bełżecki
Jan Bełżecki herbu Jastrzębiec (zm. przed 30 lipca 1642) – dworzanin królewski, podkomorzy halicki (nominowany 25 lutego 1621), kasztelan halicki (nominowany w 1631), starosta bełski w latach 1635-1636, łowczy bełski w 1590 roku, koniuszy przemyski w 1584 roku, marszałek Trybunału Głównego Koronnego w 1630.
Był synem Andrzeja i jego żony Zofii ze Słupeckich, córki Stanisława. Oboje rodzice byli wyznania ewangelicko-reformowanego.
W 1614 procesował się w grodzie buskim z macochą Jadwigą z Jazłowieckich herbu Abdank, wojewodzianką podolską i ruską.